# Bulbophyllum nitens
Bulbophyllum nitens là một loài phong lan thuộc chi Bulbophyllum.